# Skip & Loafer
Skip & Loafer (スキップとローファー?, Sukippu to Rōfā) è un manga scritto e disegnato da Misaki Takamatsu, pubblicato da Kōdansha sulla rivista seinen Afternoon dal 25 agosto 2018; l'edizione italiana è a cura di J-Pop, che pubblica l'opera dal 26 luglio 2023. Un adattamento anime ad opera dello studio P.A. Works è stato trasmesso dal 4 aprile al 20 giugno 2023. Una seconda stagione è stata annunciata.

## Trama
Mitsuki Iwakura ha lasciato il piccolo paese di campagna alla volta di Tōkyō piena di sogni, speranze e obiettivi da raggiungere; il suo primo giorno nella metropoli si rivela però un inferno, ma ben presto conosce un suo coetaneo, Sōsuke Shima, dal carattere particolarmente amichevole.

## Media

### Manga
Il manga, scritto e disegnato da Misaki Takamatsu, viene serializzato dal 25 agosto 2018 sulla rivista Afternoon edita da Kōdansha. I capitoli vengono raccolti in volumi tankōbon a partire dal 23 gennaio 2019. Al 23 dicembre 2024 i volumi totali ammontano a 11.
In Italia la serie è stata annunciata durante il Napoli Comicon 2023 da Edizioni BD che la pubblica sotto l'etichetta J-Pop a partire dal 26 luglio 2023. La traduzione dei testi è curata da Christine Minutoli. Ogni singolo capitolo viene chiamato "Scena".

#### Volumi
| 1  | 23 gennaio 2019 | ISBN 978-4-06-514209-7                                                      | 26 luglio 2023    | ISBN 978-88-349-2261-3 |
| 1  | Capitoli - 1. La scintillante liceale (びかぶびびの高校生?, Bi kabu bibi no kōkōsē) - 2. L'irrequieto karaoke (そわそわのカラオケボックス?, Sowa sowa no karaoke bokkusu) - 3. Il confuso vagabondaggio tra i club (うろうろの部活動?, Urōro no bu katsudō) - 4. Il surreale consiglio studentesco (フワフワの生徒会?, Fuwafuwa no seito-kai) - 5. La scoppiettante uscita al cinema (バチバチの映画館?, Bachibachi no eigakan) |                                                                             |                   |                        |
| 2  | 23 luglio 2019 | ISBN 978-4-06-516300-9                                                      | 13 settembre 2023 | ISBN 978-88-349-2262-0 |
| 2  | Capitoli - 6. La pungente amicizia (ピリピリの友達?, Piripiri no tomodachi) - 7. La frenetica agenda (カツカツのスケジュール?, Katsukatsu no sukejūru) - 8. Lo sferzante allenamento privato (チクチクの個人練習?, Chikuchiku no kojin renshū) - 9. L'entusiasmante partita di classe (いそいそのクラスマッチ?, Isoiso no kurasu matchi) - 10. Il dolce inizio della stagione delle piogge (シトシトの梅雨入り?, Shitoshito no tsuyuiri) - 11. La tremula fine della stagione delle piogge (チカチカの梅雨明け?, Chikachika no tsuyuake)                                |                                                                             |                   |                        |
| 3  | 21 febbraio 2020 | ISBN 978-4-06-518471-4                                                      | 8 novembre 2023   | ISBN 978-88-349-1320-8 |
| 3  | Capitoli - 12. La turbolenta elezione del presidente degli studenti (パタパタの生徒会長選拳?, Patapata no seito kaichō-sen ken) - 13. Il popolare preludio dell'estate (モテモテの夏休み前?, Motemote no natsuyasumi mae) - 14. La bollente visita allo zoo (ムワムワの動物園?, Muwamuwa no dōbu~tsuen) - 15. I molteplici avvenimenti delle vacanze estive (いろいろの夏休み?, Iroiro no natsuyasumi) - 16. Il pacato ritorno a casa (トロトロの帰省?, Torotoro no kisei) - 17. La briosa fine delle vacanze estive (ルンルンの夏休み明け?, Runrun no natsuyasumi-ake) |                                                                             |                   |                        |
| 4  | 21 agosto 2020 | ISBN 978-4-06-520539-6                                                      | 10 gennaio 2024   | ISBN 978-88-349-2407-5 |
| 4  | Capitoli - 18. I concitati preparativi per il festival (バタバタの文化祭準備?, Batabata no bunkamatsuri junbi) - 19. La lacrimosa danza (ポロポロのダンス?, Poroporo no Dansu) - 20. L'animato festival (1) (ワイワイの文化祭〈1〉?, Waiwai no bunkamatsuri 〈1〉) - 21. L'animato festival (2) (ワイワイの文化祭〈2〉?, Waiwai no bunkamatsuri 〈2〉) - 22. L'animato festival (3) (ワイワイの文化祭〈3〉?, Waiwai no bunkamatsuri 〈3〉) - 23. L'animato festival (4) (ワイワイの文化祭〈4〉?, Waiwai no bunkamatsuri 〈4〉)                                          |                                                                             |                   |                        |
| 5  | 23 marzo 2021 | ISBN 978-4-06-522497-7                                                      | 6 marzo 2024      | ISBN 978-88-349-2503-4 |
| 5  | Capitoli - 24. L'irrequieta adolescenza (モジモジの思春期?, Mojimoji no shishunki) - 25. Il vertiginoso primo amore? (ぐるぐるの初恋??, Guruguru no hatsukoi?) - 26. Il tormentato cuore di una ragazza (1) (ズキズキの女の子〈1〉?, Zukizuki no on'nanoko 〈1〉) - 27. Il tormentato cuore di una ragazza (2) (ズキズキの女の子〈2〉?, Zukizuki no on'nanoko 〈2〉) - 28. Il tintinnante Natale (シャンシャンのクリスマス?, Shanshan no Kurisumasu) - 29. L'innevato Capodanno (しんしんの年末年始?, Shinshin no nenmatsunenshi)                                       |                                                                             |                   |                        |
| 6  | 22 novembre 2021 | ISBN 978-4-06-525779-1                                                      | 15 maggio 2024    | ISBN 978-88-349-2571-3 |
| 6  | Capitoli - 30. Il palpitante giorno di San Valentino (1) (バクバクのバレンタイン (1)?, Bakubaku no Barentain (1)) - 31. Il palpitante giorno di San Valentino (2) (バクバクのバレンタイン (2)?, Bakubaku no Barentain (2)) - 32. Gli emotivi sedici anni (チョキチョキの16歳?, Chokichoki no 16-sai) - 33. La sorridente torta (ニコニコのケーキ?, Nikoniko no kēki) - 34. L'amorosa ambizione (ラブラブの野望?, Raburabu no yabō) - 35. L'imminente promozione (パタパタの進級?, Patapata no shinkyū)                                                                  |                                                                             |                   |                        |
| 7  | 22 giugno 2022 | ISBN 978-4-06-528147-5                                                      | 3 luglio 2024     | ISBN 978-88-349-2719-9 |
| 7  | Capitoli - 36. Gli sfavillanti studenti del secondo anno (テカテカの2年生?, Tekateka no 2-nensei) - 37. L'esagitata senpai (ドヤドヤの先輩?, Doyadoya no senpai) - 38. Una tiepida nuova classe (じくじくの新クラス?, Jikujiku no shin Kurasu) - 39. Un contorto ritorno a casa (うだうだの帰り道?, Udauda no kaerimichi) - 40. La scricchiolante escursione in montagna (ザクザクの登山?, Zakuzaku no tozan) - 41. Una tenera primavera (ふわふわの春?, Fuwafuwa no haru)                                                                                              |                                                                             |                   |                        |
| 8  | 23 gennaio 2023 | ISBN 978-4-06-530267-5                                                      | 4 settembre 2024  | ISBN 978-88-349-2948-3 |
| 8  | Capitoli - 42. Un emozionante appuntamento (ドギマギのお付き合い?, Dogimagi no o tsukiai) - 43. Sfalsati sentimenti (ちぐはぐの気持ち?, Chiguhagu no kimochi) - 44. Un tormentato cuore (くしゃくしゃの心?, Kushakusha no kokoro) - 45. La nuova, turbolenta presidente del consiglio studentesco (ザワザワの新生徒会長?, Zawazawa no shin seito kaichō) - 46. Un piacevole picnic (ぽかぽかのピクニック?, Pokapoka no Pikunikku) - 47. Un'ansiosa giornata di pioggia (ぱらぱらの雨?, Parapara no ame)                                                                 |                                                                             |                   |                        |
| 9  | 23 agosto 2023 | ISBN 978-4-06-532642-8                                                      | 20 novembre 2024  | ISBN 978-88-349-3075-5 |
| 9  | Capitoli - 48. Un incostante amore a senso unico (コロコロの片想い?, Korokoro no kataomoi) - 49. L'elettrizzante pianificazione del viaggio (ワクワクの旅行計画?, Wakuwaku no ryokō keikaku) - 50. Un teso giorno di scuola (ギクシャクの登校日?, Gikushaku no tōkō-bi) - 51. La frizzante giornata al mare (1) (ドキドキの海〈1〉?, Dokidoki no umi 〈1〉) - 52. La frizzante giornata al mare (2) (ドキドキの海〈2〉?, Dokidoki no umi 〈2〉) - 53. La frizzante giornata al mare (3) (ドキドキの海〈3〉?, Dokidoki no umi 〈3〉)                                     |                                                                             |                   |                        |
| 10 | 22 marzo 2024 | ISBN 978-4-06-534851-2 (ed. regolare) ISBN 978-4-06-535630-2 (ed. limitata) | 15 gennaio 2025   | ISBN 978-88-349-3204-9 |
| 10 | Capitoli - 54. La frizzante giornata al mare (4) (ドキドキの海〈4〉?, Dokidoki no umi 〈4〉) - 55. La frizzante giornata al mare (5) (ドキドキの海〈5〉?, Dokidoki no umi 〈5〉) - 56. L'estenuante ritorno a casa (くたくたの帰路?, Kutakuta no kiro) - 57. Un intenso giorno di scuola (ほくほくの登校日?, Hokuhoku no tōkō-bi) - 58. Una luminosa carriera (1) (ギラギラの進路〈1〉?, Giragira no shinro 〈1〉) - 59. Una luminosa carriera (2) (ギラギラの進路〈2〉?, Giragira no shinro 〈2〉)                                                                     |                                                                             |                   |                        |
| 11 | 23 dicembre 2024 | ISBN 978-4-06-537722-2                                                      | 2025              | ISBN 978-88-349-3568-2 |
| 11 | Capitoli - 60. (モニョモニョの発言?, Monyomonyo no hatsugen) - 61. (ムカムカの地区大会?, Mukamuka no chiku taikai) - 62. (ぎゅっのお買い物?, Gyunno o kaimono) - 63. (てくてくの修学旅行〈1〉?, Tekuteku no shūgakuryokō 〈1〉) - 64. (てくてくの修学旅行〈2〉?, Tekuteku no shūgakuryokō 〈2〉) - 65. (てくてくの修学旅行〈3〉?, Tekuteku no shūgakuryokō 〈3〉) |                                                                             |                   |                        |
| 12 | 22 agosto 2025 | ISBN 978-4-06-539706-0                                                      | —                 | —                      |

### Anime

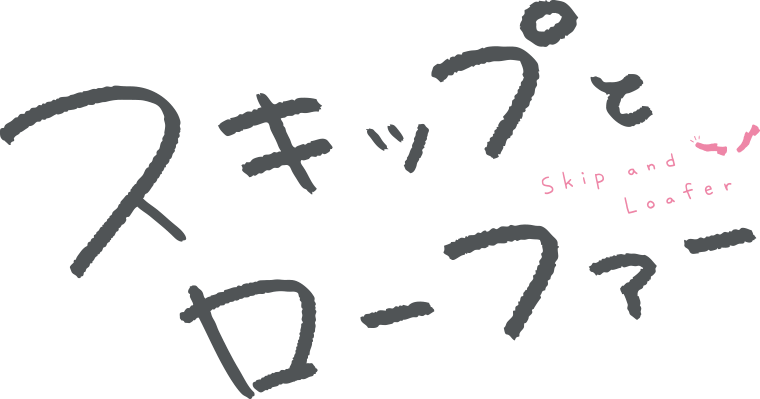
Logo della serie

Nel novembre 2021 è stato annunciato che la serie avrebbe ricevuto un adattamento anime. La serie è diretta da P.A.Works, scritta e diretta da Kotomi Deai, presenta il character design curato da Manami Umeshita che funge anche da capo direttore dell'animazione e la colonna sonora composta da Takatsugu Wakabayashi. L'anime è stato trasmesso in Giappone dal 4 aprile al 20 giugno 2023 su Tokyo MX e altre reti. La sigla d'apertura è Mellow (メロウ?, Merō) di Keina Suda mentre quella di chiusura è Hanauta to mawari michi (ハナウタとまわり道? lett. "Ronzio e deviazione") di Rikako Aida. I diritti per la distribuzione al di fuori dell'Asia sono stati acquistati da Crunchyroll, che l'ha pubblicata in versione sottotitolata in vari Paesi del mondo, tra cui l'Italia. Plus Media Networks Asia ha concesso in licenza la serie nel sud-est asiatico ed è stata trasmessa su Aniplus Asia.
Nel dicembre 2024 è stato annunciato che la serie riceverà una seconda stagione.

#### Episodi
| Nº | Titolo italiano Giapponese 「Kanji」 - Rōmaji                           | In onda        | In onda |
| Nº | Titolo italiano Giapponese 「Kanji」 - Rōmaji                           | Giapponese     |         |
| 1  | Splendido 「ピカピカ」 - Pikapika                                       | 4 aprile 2023  |         |
| 2  | Vagando irrequieta 「そわそわ うろうろ」 - Sowasowa urouro              | 11 aprile 2023 |         |
| 3  | Morbidezza e scintille 「フワフワ バチバチ」 - Fuwafuwa bachibachi      | 18 aprile 2023 |         |
| 4  | Un prurito e un tap-tap 「ピリピリ カツカツ」 - Piripiri katsukatsu     | 25 aprile 2023 |         |
| 5  | Un gioioso formicolio 「チクチク いそいそ」 - Chikuchiku isoiso         | 2 maggio 2023  |         |
| 6  | Pioggerella intermittente 「シトシト チカチカ」 - Shitoshito chikachika | 9 maggio 2023  |         |
| 7  | Frenesia e popolarità 「パタパタ モテモテ」 - Patapata motemote         | 16 maggio 2023 |         |
| 8  | Caldo e complicazioni 「ムワムワ いろいろ」 - Muwamuwa iroiro           | 23 maggio 2023 |         |
| 9  | Sonnolenza ed euforia 「トロトロ ルンルン」 - Torotoro runrun           | 30 maggio 2023 |         |
| 10 | Trambusto e goccioloni 「バタバタ ポロポロ」 - Batabata poroporo        | 6 giugno 2023  |         |
| 11 | Chiasso e chiacchiere 「ワイワイ ザワザワ」 - Waiwai zawazawa           | 13 giugno 2023 |         |
| 12 | Luccichio 「キラキラ」 - Kirakira                                       | 20 giugno 2023 |         |

## Accoglienza
A gennaio 2023, il manga aveva in circolazione oltre 1 milione di copie.
Ranking of Kings e Skip & Loafer si sono classificati al settimo posto nella lista dei migliori manga del 2020 per lettori di sesso maschile della guida Kono manga ga sugoi!. La serie si è classificata al 46º posto nella lista dei "Libri dell'anno" del 2021 stilata dalla rivista Da Vinci. Nel 2020, è stata candidata per il 13° Manga Taishō e si è classificata terza con 58 punti. È stata candidata per il 44° Kodansha Manga Award nella categoria generale nel 2020; inoltre è stato candidato per la 46ª edizione nella stessa categoria nel 2022 e ha vinto la 47ª edizione nella medesima categoria nel 2023. Il manga è stato anche uno dei titoli consigliati della giura al 23° Japan Media Arts Festival nel 2020.
Rebecca Silverman di Anime News Network ha dato ai primi due volumi una A- come giudizio. Silverman ha affermato: "Skip & Loafer potrebbe non avere disegni favolosi e potrebbe non avere una storia innovativa. Ma ha una solida comprensione della sua narrazione e dei suoi personaggi e un senso dell'umorismo non trascurabile. È leggero senza essere vuoto e reale senza essere una seccatura, e se stai cercando una storia che rasenta il genere umoristico di uno slice of life, non posso fare a meno di consigliarlo. Tratta i personaggi come persone individuali, bilancia bene umorismo e serietà. La serie anime è stata accolta positivamente dalla critica. Alex Henderson di Anime Feminist ha recensito il primo episodio, definendolo "carino come un bottone", con animazioni naturalistiche e sfondi ben realizzati, con una protagonista femminile "accattivante", e ha affermato che c'è ancora spazio per la serie per "vacillare", sostenendo che l'episodio era "assolutamente affascinante".